# مخاطر على الصحة والسلامة للمواد النانوية
تشمل مخاطر الصحة والسلامة للمواد النانوية السمية المحتملة للأنواع المختلفة للمواد النانوية، بالإضافة إلى مخاطر الحريق وانفجار الغبار. نظرًا إلى أن تقنية النانو هي اكتشاف حديث، فإن الآثار الصحية وسلامة التعرض لهذه المواد النانوية، ومستويات التعرض التي قد تكون مقبولة، هي مواضيع بحث مستمر. من بين الأخطار المحتملة، يبدو أن التعرض للاستنشاق هو أكثر ما يثير القلق، إذ تظهر الدراسات على الحيوانات آثارًا رئوية لبعض المواد النانوية مثل الالتهاب والتليف والتسرطن. يشكل الاتصال الجلدي والتعرض عن طريق الابتلاع ومخاطر انفجار الغبار مصادر قلق.
وضعت إرشادات للتحكم بالمخاطر وهي فعالة في تقليل التعرض إلى الحد الآمن، بما في ذلك استبدال المواد التي تشكل خطرًا بمواد نانوية أكثر أمانًا، والتحكم الهندسي مثل التهوية المناسبة، ومعدات الوقاية الشخصية كملاذ أخير. بالنسبة لبعض المواد، طُورت حدود التعرض الوظيفي لتحديد الحد الأقصى للتركيز الآمن للمواد النانوية المحمولة جوًا، وأُمكن تقييم التعرض باستخدام طرق أخذ عينات النظافة الصناعية القياسية. يمكن أن يساعد برنامج مراقبة الصحة في مكان العمل على حماية العمال.

## نظرة عامة
تتلاعب تكنولوجيا النانو بالمادة على المستوى الذري لإنشاء مواد أو أجهزة أو أنظمة ذات خصائص أو وظائف جديدة، مع تطبيقات محتملة في مجالات الطاقة والرعاية الصحية والصناعة والاتصالات والزراعة والمنتجات الاستهلاكية وقطاعات أخرى. المواد النانوية لها على الأقل بُعد أساسي واحد أقل من 100 نانومتر، وعلى الأغلب لها خصائص مختلفة من تلك التي تملك مكونات سائبة ومفيدة تقنيًا. تشمل أصناف المواد التي تتكون منها الجسيمات النانوية عادةً الكربون الأولي، والمعادن أو أكاسيد المعادن، والسيراميك. وفقًا لمركز وودرو ولسون، زاد عدد المنتجات الاستهلاكية أو خطوط الإنتاج التي تتضمن المواد النانوية من 212 إلى 1317 من 2006 إلى 2011. زاد الاستثمار العالمي في تكنولوجيا النانو من 432 مليون دولار في 1997 إلى حوالي 4.1 مليار دولار في 2005.
نظرًا إلى أن تقنية النانو هي اكتشاف حديث، فإن الآثار الصحية وسلامة التعرض لهذه المواد النانوية، ومستويات التعرض التي قد تكون مقبولة، لم تُفهم بالكامل بعد. تُجرى حاليًا أبحاث حول التعامل مع المواد النانوية، وطورت إرشادات لبعض المواد النانوية. كما هو الحال مع أي تقنية جديدة، من المتوقع أن يحدث التعرض الأولي بين العاملين الذين يقومون بإجراء البحوث في المختبرات والمنشآت التجريبية، لذلك من المهم أن يعملوا بأسلوب يقي صحتهم وسلامتهم.
يتكون نظام إدارة المخاطر من ثلاثة أجزاء. الأول تحديد المخاطر ويتضمن تحديد مخاوف الصحة والسلامة الموجودة لكل من المواد النانوية والمواد السائبة المناظرة لها، استنادًا إلى المراجعة لصحيفة بيانات سلامة المادة، وإلى كتابات الخاضعة لاستعراض نظراء، وإلى الوثائق الإرشادية بشأن المواد. بالنسبة للمواد النانوية، فإن مخاطر السمية هي الأهم، ولكن مخاطر انفجار الغبار قد تكون ذات صلة أيضًا. الجزء الثاني تقييم التعرض الذي يتضمن تحديد طرق التعرض الفعلية في مكان عمل معين، بما في ذلك مراجعة الأماكن والمهام التي من المرجح أن تتسبب في التعرض. الجزء الثالث التحكم بالتعرض ويتضمن وضع الإجراءات في الأماكن التي تُقلل أو تحد من حالات التعرض وذلك وفقًا للتسلسل الهرمي للتحكم بالمخاطر. يمكن أن يحدث التحقق المستمر من التحكم بالمخاطر من خلال مراقبة تركيزات المواد النانوية المحمولة جوًّا باستخدام طرق أخذ عينات النظافة الصناعية القياسية، ويمكن وضع برنامج لمراقبة الصحة في مكان العمل.

## المخاطر

### السمية

#### التنفسية
يعد الاستنشاق أكثر طرق التعرض شيوعًا للجسيمات المحمولة جوًّا في مكان العمل. يُحدد ترسب الجسيمات النانوية في الجهاز التنفسي من خلال شكل الجسيمات وحجمها أو تكتلاتها، وهي تترسب في الحجرات السنخية إلى حد أكبر من الجسيمات الكبيرة المُتنفسة. استنادًا إلى دراسات على الحيوانات، قد تدخل الجسيمات النانوية مجرى الدم من الرئتين وتنتقل إلى أعضاء أخرى، بما في ذلك الدماغ. يتأثر خطر الاستنشاق بغبار المادة، وميل الجزيئات لتصبح محمولة جوًا عندما تستجيب لمحفز. يتأثر توليد الغبار بشكل الجسيمات وحجمها وكثافتها السائبة والقوى الكهروستاتيكية المتأصلة وما إذا كانت المواد النانوية مسحوقًا جافًا أو مدمجة في ردغة أو مُعلق سائل.
تشير الدراسات على الحيوانات إلى أن الأنابيب النانوية الكربونية والألياف النانوية الكربونية يمكن أن تسبب تأثيرات رئوية بما في ذلك الالتهاب والأورام الحبيبية والتليف الرئوي، وهي ذات قدرة مماثلة أو أكبر عند مقارنتها بالمواد التليفية المعروفة الأخرى مثل السيليكا والأسبستوس والكربون الأسود فائق الدقة. أظهرت بعض الدراسات في الخلايا أو الحيوانات تأثيرات سمية جينية أو مسرطنة، أو تأثيرات قلبية وعائية جهازية من التعرض الرئوي. على الرغم من أن المدى الذي قد تتنبأ به البيانات الناتجة عن الدراسات على الحيوانات عن تأثيرات رئوية مهمة سريريًا لدى العمال غير معروف، فإن السمية التي تظهر في الدراسات على الحيوانات قصيرة المدى تشير إلى الحاجة إلى إجراء وقائي للعمال المعرضين لهذه المواد النانوية. اعتبارًا من عام 2013، كانت هناك حاجة إلى مزيد من الأبحاث في الدراسات على الحيوانات طويلة الأجل والدراسات الوبائية على العمال. لم يُبلغ عن أي تقارير عن التأثيرات الصحية السلبية الفعلية على العمال الذين يستخدمون هذه المواد النانوية أو ينتجونها اعتبارًا من عام 2013. يعتبر غبار ثاني أكسيد التيتانيوم (TiO2) عامل خطر للإصابة بسرطان الرئة، بوجود جزيئات عالية الدقة (مقياس النانو) لها قدرة كبيرة قائمة على الكتلة مقارنة بـ TiO2 الدقيق، من خلال آلية السمية الجينية الثانوية التي لا تقتصر على TiO2 ولكنها تتعلق في المقام الأول بحجم الجسيمات ومساحة السطح.

#### الجلدية
تشير بعض الدراسات إلى أن المواد النانوية يمكن أن تدخل الجسم من خلال الجلد السليم في أثناء التعرض الوظيفي. وقد أظهرت الدراسات أن الجزيئات التي يقل قطرها عن 1 مايكرومتر قد تخترق عينات الجلد المثنية ميكانيكيًا، وأن الجسيمات النانوية ذات الخصائص الفيزيائية الكيميائية المختلفة كانت قادرة على اختراق الجلد السليم للخنازير. تؤثر عوامل مثل الحجم والشكل وقابلية الذوبان في الماء والغلاف السطحي بشكل مباشر على قدرة الجزيئات النانوية على اختراق الجلد. في هذا الوقت، من غير المعروف تمامًا ما إذا كان اختراق الجلد من قبل الجسيمات النانوية سيؤدي إلى آثار ضارة في النماذج الحيوانية، على الرغم من أن التطبيق الموضعي لـ إس دبليو سي إن تي (بالإنجليزية: SWCNT) الخام على الفئران العارية قد ثبت أنه يسبب تهيجًا جلديًا، والدراسات المخبرية باستخدام خلايا جلد الإنسان الأساسية أو المستنبتة أظهرت أن الأنابيب النانوية الكربونية يمكن أن تدخل الخلايا وتتسبب في إطلاق السيتوكينات المحرضة للالتهابات، والإجهاد التأكسدي، وتُخفض العيوشية. ومع ذلك، ما يزال من غير الواضح كيف يمكن استقراء هذه النتائج لكشف احتمالية خطر التعرض الوظيفي. بالإضافة إلى ذلك، قد تدخل الجسيمات النانوية الجسم من خلال الجروح، وتهاجر إلى الدم والغدد الليمفاوية.

#### الهضمية
يمكن أن يحدث الابتلاع من النقل غير المقصود للمواد من اليد إلى الفم، وقد وجد أن هذا يحدث مع المواد التقليدية، ومن المعقول علميًا افتراض أنه يمكن أن يحدث أيضًا أثناء التعامل مع المواد النانوية. قد يرافق الابتلاع أيضًا التعرض للاستنشاق لأن الجسيمات التي استنشقت تُصفى من السبيل التنفسي عبر الجهاز المخاطي الهدبي وتُبتلع.